# Martina Munz
Pour les articles homonymes, voir Munz.
Martina Munz, née le 26 décembre 1955 à Zurich (originaire de Sulgen), est une personnalité politique suisse, membre du Parti socialiste. Elle est députée du canton de Schaffhouse au Conseil national de septembre 2013 à décembre 2024.

## Biographie
Martina Munz naît le 26 décembre 1955 à Zurich. Elle est originaire de Sulgen, dans le canton de Thurgovie. Elle grandit à Küssnacht, dans le canton de Schwytz.
Après une maturité de type C (scientifique) à Zurich en 1974, elle obtient un diplôme d'ingénieur agronome de l'École polytechnique fédérale de Zurich en 1978. En 2003, elle décroche également un diplôme d'enseignante pour les écoles professionnelles à la Haute école pédagogique de Zurich.
Elle est responsable de 1978 à 1981 du programme d'élevage des volailles de la marque Optigal pour la Migros, à Lausanne, puis travaille pour une coopérative de semences (UFA, secteur de Fenaco) à Winterthour jusqu'en 1990. Elle a notamment enseigné au centre de formation professionnelle de Schaffhouse de 1994 à 2001 et à l'école professionnel de Bülach de 2001 à 2016.
Veuve de Gustav Munz, qu'elle épouse en 1981 et qui décède en 2019, et mère de quatre enfants, elle habite à Hallau depuis 1984. Son mari était également membre du Parti socialise et élu local. Leur fille Livia, née en 1986, a été coprésidente des jeunes socialistes en 2014 et siège au Grand Conseil du canton de Schaffhouse depuis 2021.

## Parcours politique
Martina Munz adhère au Parti socialiste en 1993.
Elle siège au Grand Conseil du canton de Schaffhouse de 2000 à 2018. Elle y préside la commission de gestion en 2007 et 2008 et la commission de la santé en 2010 et 2011. Elle préside également le groupe parlementaire socialiste de 2006 à 2009. Elle est également présidente du Parti socialiste schaffhousois de 2009 à mars 2015,.
Elle accède au Conseil national en septembre 2013, après la démission d'Hans-Jürg Fehr. Les électeurs schaffhousois prolongent son mandat en 2015 et en 2019. Elle est tout d'abord membre de la Commission de politique extérieure (CPE) jusqu'en novembre 2013, puis de la Commission des affaires juridiques (CAJ) jusqu'en juin 2014. Elle siège ensuite 5 ans à la Commission de la science, de l'éducation et de la culture (CSEC), de mai 2014 à décembre 2019. Lors de son troisième mandat, elle siège à la Commission de l'environnement, de l'aménagement du territoire et de l'énergie (CEATE) et à la Commission des finances (CdF).
Martina Munz démissionne du Conseil national en décembre 2024, annonçant que son temps au Conseil national touche à sa fin mais que sa vie « reste politique ».